# Creedyt
Creedyt – bardzo rzadki minerał z gromady siarczanów, czasem zaliczany do halogenków. Jest uwodnionym, zasadowym fluorosiarczanem wapnia i glinu.
Nazwa pochodzi od typowej lokalizacji tego minerału – Creede w Kolorado, gdzie został odkryty po raz pierwszy w kopalnii barytu i fluorytu.

## Właściwości
Krystalizuje w układzie jednoskośnym. Tworzy kryształy o pokroju krótkosłupkowym i igiełkowym. Spotykany również w skupieniach ziarnistych, groniastych, zbitych, promienistych, sferolitycznych, a także jako pojedyncze, rozproszone ziarna w skale. Dobrze wykształcone kryształy narosłe występują w geodach. Jest minerałem kruchym, przezroczystym do przeświecającego. Posiada szklisty połysk i białą rysę. Najczęściej jest biały bądź bezbarwny; bywa fioletowy, liliowy, purpurowy, różowy oraz pomarańczowy.

## Występowanie
Powstaje jako wtórny minerał w strefie utleniania żył hydrotermalych kwarcowo-kasyterytowych oraz kwarcowo-fluorytowych. Towarzyszą mu fluoryt, baryt, kwarc, haloizyt, sfaleryt, smithsonit, gips, piryt i galena. 

## Miejsce występowania
Jest minerałem wyjątkowo rzadkim. Występuje głównie na terenie Stanów Zjednoczonych. Okazy z Kolorodo są zwykle purpurowe, kalifornijskie z okręgu Inyo i z Nevady z okręgu Nye – bezbarwne. Spotykany także w Meksyku (Chihuahua - różowe i liliowe), Boliwii, Grecji, we Włoszech i w Kazachstanie (jasnofiołkowe i fioletowe).

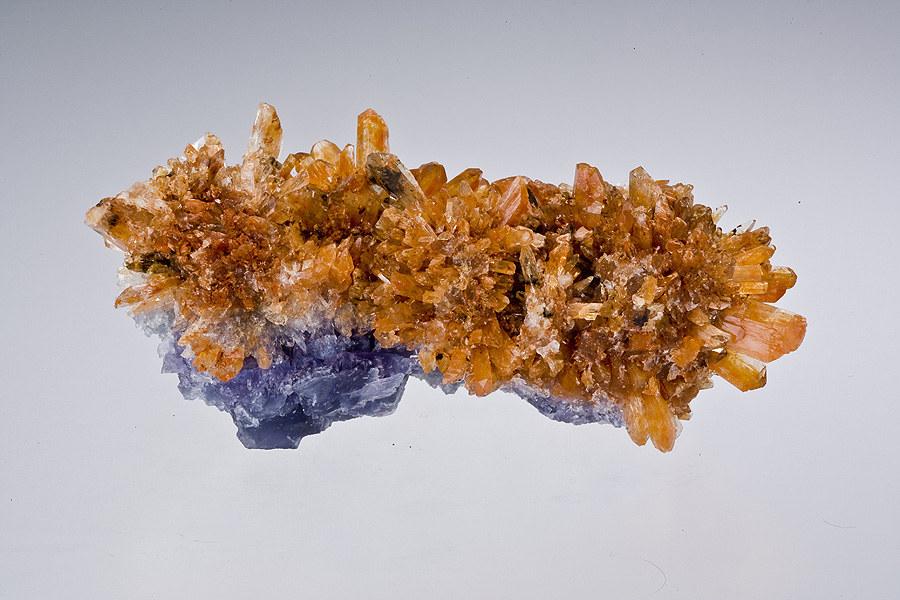
w towarzystwie fioletowego fluorytu z Meksyku